# Silistra
Silistra (bugarski Силистра), nekad se zvao Drastar (bugarski Дръстър), to je lučki grad od 49 166 stanovnika ( popis iz 2005. g.), na sjeveroistoku Bugarske, koji leži na južnim obalama Dunava. To je i granični grad prema Rumunjskoj, koja se nalazi preko Dunava. Silistra je upravno središte Oblasti Silistra, i povijesni centar regije Južna Dobrudža.

## Povijest
Već su rimljani podigli utvrdu 29. g.n.e. na mjestu starijeg keltskog naselja i zadržali keltsko ime - Durostorum (ili Dorostorum). Ta utvrda bila je značajni vojni centar rimske provincije Mezije, a dobila je status grada za vrijeme vladavine cara Marcusa Aureliusa. Od 388. g., Durostorum je sjedište biskupa i centar ranog kršćanstva u regiji.
Nakon diobe Rimskog Carstva, grad je podpao pod njegovu istočnu polovicu Bizant i od tad je poznat po grčkom imenu: Δουρόστολον, Durostolon.
Pod kraj VII. stoljeća, Drastar  je podpao pod vlast Prvog bugarskog carstva, a biskup Drastara postao je prvi patrijarh Bugarske.
Grad je zauzeo Svjatoslav I. Kijevski 969., ali je dvije godine kasnije poražen u Bitci za Dorostoru. Nakon ponovne uspostave vlasti Bizanta nad gradom, on je prezvan u Theodoropolis, po vojničkom svecu Teodoru Stratelatesu, za koga kažu da je kasnije postao car Ivan I. Cimisk. Car Samuilo je 976. povratio vlast nad ovim krajem do svog poraza, 1001., nakon kojeg ovim krajem ponovno vlada Bizant.
Od 1186., nakon Bugarsko-Vlaške pobune, grad je postao dio Drugog bugarskog carstva, koje je trajalo do Otomanskog zauzeća Bugarske 1396.
Tijekom Otomanske vladavine, grad je prezvan u (turski:) Silistre, i bio je dio otomanskog vilajeta (provincije) Rumelije, i sjedište Sandžaka Silistra.
Ovaj sandžak prerastao je u elajet Silistra (turski: Silistre Eyaleti), koji je uključivao veći dio crnomorske obale.
Grad je potpao višekratno pod Rusiju za vrijeme nekoliko Rusko-turskih ratova.
Godine 1878., nakon Rusko-turski rat 1877. – 1878., Silistra je ušla u sastav tadašnje Kneževine Bugarska, koja je kasnije postala Kraljevina Bugarska 1908.
U svibnju 1913., nakon neuspjelih Bugarsko - Rumunjskih pregovora u Londonu, dvije zemlje prihvatile su arbitražu tadašnjih velesila. One su odlučile na konferenciji u Sankt-Peterburgu dati grad Silistru i njenu bližu okolicu ( u radijusu od 3 km) Rumunjskoj.
Nakon Drugog balkanskog rata, i Mira iz Bukurešta (1913.) Silistra i cijela pokrajina Južna Dobrudža pripale su Rumunjskoj. Bugarska je ponovno vladala Silistrom tijekom Prvog svjetskog rata jer se Rumunjska predala Centralnim silama (1918.), (uključujući Bugarsku). Nakon rata po klauzulama Mira iz Neuillya (1919.) Silistra je vraćena Rumunjskoj. Silistra je ostala dio Rumunjske sve dok pod pritiskom Sila Osovine nije napravljen Sporazum iz Krajove 1940., po kojem je grad ponovno pripojen Bugarskoj, ovo stanje potvrđeno je Pariškim mirovnim ugovorom  iz 1947. god.

## Stanovništvo grada kroz povijest
| Godina | Stanovništvo |
| ------ | ------------ |
| 1888   | 11,414       |
| 1892   | 11,718       |
| 1900   | 12,133       |
| 1908   | 12,055       |
| 1924   | 13,756       |
| 1974   | 48,000       |
| 1985   | 53,500       |
| 2005   | 49,166       |

## Vanjske poveznice
- Novosti iz UNESCO-ovog parka prirode Silistra
- Službene stranice komune Silistra (na bugarskom i engleskom)